# Aston Martin Vantage
Aston Martin Vantage er en sportsvogn fra den britiske bilfabrikant Aston Martin, som blev produceret fra 1972-1973. Denne model havde en rækkemotor-6 og var højere ydende en forgængeren, DBS, som oprindeligt var blevet lanceret med en rækkemotor-6, men som på dette tidspunkt blev produceret med en V8-motor (som også blev brugt i en DBS V8).
De visuelle ændringer inkluderede to unikke forlygter og en kølergrill i stil med DB6. Det var også den sidste Aston Martin med eger. Der blev kun fremstillet 71 eksemplarer.
Vantage-modellen var den sidste Aston Martin med en rækkemotor-6 indtil 1993, hvor DB7 udkom.
Generelt har Aston Martin også benyttet Vantage om højtydende udgaver af eksisterende modeller.